# Echimys
Echimys é um gênero de roedor da família Echimyidae.

## Espécies
- Echimys chrysurus (Zimmermann, 1780)
- Echimys saturnus Thomas, 1928
- Echimys vieirai Iack-Ximenes, de Vivo & Percequillo, 2005